# Nom commercial
Un nom commercial est un pseudonyme utilisé par une entreprise qui n'opère pas sous la raison sociale (ou dénomination sociale) enregistrée pour exercer son activité. Le terme désignant ce type de nom alternatif est un nom commercial « fictif ». Il est souvent nécessaire d’enregistrer le nom fictif auprès d’un organisme gouvernemental compétent.
Une entreprise utilise généralement un nom commercial pour exercer ses activités en utilisant un nom plus simple plutôt que son nom formel et souvent plus long. Les noms commerciaux sont également utilisés lorsqu'un nom préféré ne peut pas être enregistré, souvent parce qu'il est peut-être déjà enregistré ou qu'il est trop similaire à un nom déjà enregistré.

## Les aspects juridiques
Le nom commercial est parfois le même que la dénomination sociale, qui identifie l’entreprise en tant que personne morale. 
L’utilisation d’une ou plusieurs raisons commerciales fictives ne crée pas une ou plusieurs entités juridiques distinctes. La distinction entre un nom légal enregistré et un nom commercial fictif, ou nom commercial, est importante car les noms commerciaux fictifs n'identifient pas toujours l'entité légalement responsable. À noter qu'il est parfois le même que la dénomination sociale.
Le nom commercial identifie l'entreprise, tandis que le nom de marque identifie les produits ou services de cette entreprise. Enfin, il diffère de l'enseigne, qui est le signe visible permettant d’identifier et de localiser géographiquement un établissement. 
Les accords juridiques (tels que les contrats) sont normalement conclus en utilisant le nom légal enregistré de l'entreprise. Si une société ne respecte pas systématiquement des formalités juridiques aussi importantes que l'utilisation de sa dénomination sociale enregistrée dans les contrats, elle peut être sujette à une levée du voile corporatif. 
En anglais, les noms commerciaux sont généralement traités comme des noms propres.

## Droit par pays

### Argentine
En Argentine, un nom commercial est connu sous le nom de nombre de fantasía (nom de « fantaisie » ou de « fiction ») et le nom légal de l'entreprise est appelé razón social.

### Brésil
Au Brésil, un nom commercial est connu sous le nom de nome fantasia (« nom de fantaisie » ou de « fiction ») et le nom légal de l'entreprise est appelé razão social.

### Canada
Dans certaines juridictions canadiennes, comme l'Ontario, lorsqu'un homme d'affaires écrit un nom commercial sur un contrat, une facture ou un chèque, il doit également ajouter le nom légal de l'entreprise. 
En droit québécois, les règles concernant le nom commercial sont énoncées dans la Loi sur la publicité légale des entreprises (LPLE), dans le règlement de la LPLE, dans la Charte de la langue française (CLF), dans la Loi sur les sociétés par actions (LSAQ) et dans la Loi canadienne sur les sociétés par actions (LCSA).

### Chili
Au Chili, un nom commercial est connu sous le nom de nombre de fantasía (nom de « fantaisie » ou de « fiction ») et le nom légal de l'entreprise est appelé razón social.

### États-Unis
Une minorité d'États américains, dont Washington, utilisent encore le terme trade name pour désigner les noms « faisant des affaires sous le nom » (DBA). Dans la plupart des États américains, les DBA sont désormais officiellement désignés en utilisant d'autres termes ; près de la moitié des États, comme New York et l'Oregon, utilisent le terme Assumed Business Name ou Assumed Name; la majorité des autres, comme la Pennsylvanie, utilisent le terme Fictitious Name.
À des fins de protection des consommateurs, de nombreuses juridictions américaines exigent que les entreprises opérant sous des noms fictifs déposent une déclaration DBA, bien que les noms comprenant le prénom et le nom du propriétaire puissent être acceptés. Cela réduit également la possibilité que deux entreprises locales opèrent sous le même nom, bien que certaines juridictions n'accordent pas d'exclusivité pour un nom ou puissent autoriser plusieurs parties à enregistrer le même nom. 
Généralement, un DBA doit être enregistré auprès d'un gouvernement local ou étatique, ou les deux, selon la juridiction. Par exemple, la Californie, le Texas et la Virginie exigent qu'un DBA soit enregistré auprès de chaque comté (ou ville indépendante dans le cas de la Virginie) où le propriétaire exerce ses activités. Le Maryland et le Colorado ont des DBA enregistrés auprès d'une agence d'État. La Virginie exige également que les sociétés et les SARL déposent une copie de leur enregistrement auprès du comté ou de la ville pour être enregistrées auprès de la State Corporation Commission.
Les instructions DBA sont souvent utilisées en conjonction avec une franchise. Le franchisé aura un nom légal sous lequel il pourra poursuivre et être poursuivi, mais il exercera ses activités sous la marque du franchiseur (reconnue par le public). 
En Californie, le dépôt d'une déclaration DBA nécessite également qu'un avis du nom fictif soit publié dans les journaux locaux pendant une période de temps déterminée afin d'informer le public de l'intention du propriétaire d'opérer sous un nom d'emprunt. L'intention de la loi est de protéger le public contre la fraude, en obligeant le propriétaire de l'entreprise à d'abord déposer ou enregistrer son nom commercial fictif auprès du greffier du comté, puis à en rendre un autre document public via la publication dans un journal. Plusieurs autres États, comme l'Illinois, exigent également des avis imprimés. 

### France
En droit français, c'est l'un des éléments incorporels du fonds de commerce. Il est le nom sous lequel l’activité de l'entreprise est connue du public (matérialisé par son enseigne), et peut être différent de sa dénomination sociale,. 
Souvent, dans le cas d'une entreprise familiale ou individuelle (commerçant, artisans, etc.), il s'agit généralement d'un nom patronymique, mais il peut s'agir également d'un pseudonyme, d'un nom de fantaisie ou d'un prénom. Le nom commercial a une valeur patrimoniale, et peut être cédé avec le fonds de commerce, permettant ainsi au vendeur de conserver la clientèle attachée au nom de son prédécesseur.
Une manière complémentaire et plus générique d'aborder cette question est de penser identité et signe de reconnaissance d'une action, d'un projet qu'il soit mercantile ou pas et qui cible sa clientèle, et sous cet angle de vue, une démarche de créativité pour choisir un nom est intéressante à conduire.

### Irlande
En Irlande, les entreprises sont légalement tenues d'enregistrer des noms commerciaux lorsque ceux-ci diffèrent du ou des noms de famille de l'entrepreneur individuel ou des associés, ou du nom légal d'une entreprise. Le Bureau d'enregistrement des sociétés publie un registre consultable de ces noms commerciaux. 

### Japon
Au Japon, le mot yagō (屋号) est utilisé.

### Nigeria
Au Nigeria colonial, certaines tribus comptaient des membres qui utilisaient divers noms commerciaux pour faire des affaires avec les Européens. Deux exemples célèbres sont le roi Perekule VII de Bonny, connu sous le nom de capitaine Pepple en matière commerciale, et le roi Jubo Jubogha d'Opobo, qui portait le pseudonyme de capitaine Jaja. Pepple et Jaja léguaient leurs noms commerciaux à leurs descendants royaux comme noms de famille officiels à leur mort.

### Singapour
À Singapour, il n'y a aucune exigence de dépôt pour un nom commercial, mais il existe des exigences pour la divulgation de l'entreprise sous-jacente ou du nom enregistré de la société et du numéro d'entité unique. 

### Royaume-Uni
Au Royaume-Uni, il n'y a aucune exigence de dépôt pour un « nom commercial », défini comme « tout nom sous lequel quelqu'un exerce ses activités » qui, pour une société ou une société à responsabilité limitée, « n'est pas son nom enregistré », mais il existe des exigences en matière de divulgation du vrai nom du propriétaire et certaines restrictions sur l'utilisation de certains noms. 

### Uruguay
En Uruguay, un nom commercial est connu sous le nom de nombre fantasía et le nom légal de l'entreprise est appelé razón social.

## En sciences naturelles
Le « nom commercial » (on dit aussi « appellation commerciale », « dénomination commerciale » ou encore « dénomination de vente ») est une alternative aux noms vernaculaires, utilisée pour nommer les espèces dans le cadre de leur commercialisation.